# Hey! Say! JUMP
Hey! Say! JUMP est un groupe de musique masculin japonais ou boys band, produit par Johnny & Associates. Il est composé de neuf idoles, à la suite du départ de Ryutaro Morimoto.
"Hey! Say!" dans le nom du groupe fait référence au fait que tous les membres de Hey! Say! JUMP sont nés dans l'ère Heisei, et "JUMP" est un acronyme de "Johnny's Ultra Music Power".
Hey! Say! JUMP est composé de 2 sous-groupes: Hey! Say! BEST (acronyme de "Boys Excellent Select Team") et Hey! Say! 7.
Le band fut formé en 2007. D'abord, un group nommé Hey! Say! 7, composé de 5 membres, fut créé et débuta avec le single "Hey Say" le 1er août. Puis, 5 nouveaux membres furent ajoutés, et le groupe résultant fut appelé "Hey! Say! JUMP". Le premier single de Hey! Say! JUMP, titré "Ultra Music Power", sortit la même année.
Tous les singles ainsi que, jusqu'à maintenant, l'unique album du groupe ont pris la 1re place dans le classement Oricon des meilleures ventes de disques pour la semaine au Japon.

## Les membres

### Hey! Say! 7
- Ryosuke Yamada (山田 涼介?), né le 9 mai 1993 (32 ans) à Tokyo
- Yuri Chinen (知念 侑李?), né le 30 novembre 1993 (31 ans)
- Yuto Nakajima (中島 裕翔?), né le 10 août 1993 (31 ans)

Ancien membre:
- Ryutaro Morimoto (森本 龍太郎?), né le 6 avril 1995 (30 ans)
- Keito Okamoto (岡本 圭人?), né le 1er avril 1993 (32 ans)

### Hey! Say! BEST
- Daiki Arioka (有岡 大貴?), né le 15 avril 1991 (34 ans)
- Yuya Takaki (髙木 雄也?), né le 26 mars 1990 (35 ans)
- Kei Inoo (伊野尾 慧?), né le 22 juin 1990 (34 ans)
- Hikaru Yaotome (八乙女 光?), né le 2 décembre 1990 (34 ans)
- Kota Yabu (薮 宏太?), né le 31 janvier 1990 (35 ans)

## Discographie

### Singles
| Année | Titre                              | Meilleure position | Album      |
| Année | Titre                              | Oricon             | Album      |
| ----- | ---------------------------------- | ------------------ | ---------- |
| 2007  | Hey! Say!                          | 1                  | —          |
| 2007  | Ultra Music Power                  | 1                  | JUMP NO. 1 |
| 2008  | Dreams come true                   | 1                  | JUMP NO. 1 |
| 2008  | Your Seed/Bouken Rider             | 1                  | JUMP NO. 1 |
| 2008  | Mayonaka no Shadow Boy             | 1                  | JUMP NO. 1 |
| 2010  | Hitomi no Screen                   | 1                  | JUMP NO. 1 |
| 2010  | Arigatou ~Sekai no Doko ni Ite mo~ | 1                  | —          |
| 2011  | OVER                               | 1                  | —          |
| 2011  | Magic Power                        | 1                  | —          |
| 2012  | Super Delicate                     | 1                  | —          |
| 2013  | Come On A My House                 | 1                  |            |
|       | Ride With Me                       |                    |            |

### Albums
| Année | Titre                                                                                    | Meilleure position |
| Année | Titre                                                                                    | Oricon             |
| ----- | ---------------------------------------------------------------------------------------- | ------------------ |
| 2010  | JUMP NO. 1 - Sortie: 7 juillet 2010 - Label: J Storm (JACA-5230, JACA-5231) - Format: CD | 1                  |
| 2012  | JUMP WORLD - Sortie: 6 juin 2012 - Label: J Storm - Format: CD LE et Regular             | 1                  |

### DVD
- Hey! Say! JUMP Debut & First Concert Ikinari! in Tokyo Dome (2008)
- Hey! Say! Jump-ing Tour '08-'09 (2009)
- Hey! Say! 2010 TEN JUMP (2010)
- SUMMARY 2010 (2011)
- SUMMARY 2011 in DOME (2012)
- JUMP World 2012 : Release the 7th November 2012 (2012)

## Concerts
- JOHNNYS'Jr. Hey Say 07 in YOKOHAMA ARENA (24 septembre 2007)
- Hey! Say! JUMP Debut & First Concert Ikinari! in Tokyo Dome (22 décembre 2007)
- Hey! Say! JUMP Spring concert 2008 (4 avril — 6 mai 2008)
- SUMMARY 2008
- Hey! Say! Jump-ing Tour '08–'09 (20 décembre — 5 janvier 2009)
- Hey! Say! JUMP CONCERT TOUR '09 Haru (Hey! Say! 7: 21–25 mars 2009, Hey! Say JUMP: 31 mars — 4 mai 2009)
- Hey! Say! Summer Concert '09 JUMP Tengoku TENGOKU (23 juillet — 27 août 2009)
- Hey! Say! JUMP TENGOKU DOME Nani ga okoru ka wakaranai!? Tokyo Dome (13 septembre 2009)
- Hey! Say! JUMP WINTER CONCERT '09–'10 (19 décembre 2009 — 16 janvier 2010)
- Hey! Say! 2010 TEN JUMP (2 avril — 16 mai 2010)
- SUMMARY 2010
- Hey! Say! JUMP «Arigatou» ~Sekai no Doko ni Ite mo~ WINTER CONCERT 2010–2011 (25 décembre 2010 — 16 janvier 2011)
- Hey! Say! JUMP & «Yuuki 100％» Zenkoku Tour (10 avril 2011 — 29 mai 2011)
- SUMMARY 2011 (7 août — 11 septembre 2011)
- Hey! Say! JUMP New Year Concert 2012 (2–7 janvier 2012)
- Hey! Say! JUMP ASIA FIRST TOUR 2012 (24 mars 2012 — 24 juin 2012)

## Récompenses

### Japan Gold Disc Awards
| Année | Œuvre récompensée      | Récompense                         | Résultat |
| ----- | ---------------------- | ---------------------------------- | -------- |
| 2008  | Hey! Say JUMP (groupe) | Les 10 Meilleurs Artistes Nouveaux | Lauréat  |
| 2008  | "Ultra Music Power"    | Les 10 Meilleurs Singles           | Lauréat  |